# Hryćki (rejon świsłocki)
Hryćki Grycki, Hrycki (biał. Грыцкі; ros. Грицки) – wieś na Białorusi, w obwodzie grodzieńskim, w rejonie świsłockim, w sielsowiecie Świsłocz.
W dwudziestoleciu międzywojennym miejscowość leżała w Polsce, w województwie białostockim, w powiecie wołkowyskim, w gminie Świsłocz. 16 października 1933 utworzyła gromadę Grycki w gminie Świsłocz. Po II wojnie światowej weszła w struktury ZSRR.